# I Made You, I Kill You
I Made You, I Kill You este un film românesc din 2016 regizat de Alexandru Petru Bădeliță. Rolurile principale au fost interpretate de actorii Sandu Frătăuțeanu.

## Distribuție
Distribuția filmului este alcătuită din:
- Alexandru Petru Bădeliță — Povestitor
- Ecaterina Aurelia Drehluța — Mama
- Sandu Frătăuțeanu — Sandu
- Petru Covasa — Tatăl